# Monnina pearcei
Monnina pearcei är en jungfrulinsväxtart som beskrevs av Chod.. Monnina pearcei ingår i släktet Monnina och familjen jungfrulinsväxter. Inga underarter finns listade i Catalogue of Life.